# KkStB 38 sorozat
A kkStB 38 egy tehervonati szerkocsisgőzmozdony-sorozat volt a  Császári és Királyi Osztrák Államvasutaknál (österreichischen Staatsbahnen, kkStB), amely mozdonyok eredetileg a Galizische Carl Ludwig-Bahn-tól származtak.
A mozdonyokat 1868 és 1878 között szállította a Bécsújhelyi és a Steg mozdonygyárak, valamint a Kessler Esslingi gyára. A mozdonyok 1892 után új kazánokat kaptak. A táblázatban az értékek a kazáncsere utáni állapotra vonatkoznak.
Az 1892-es államosítás után a 95 mozdony a kkStB-nél a 38 sorozatba került (38.01-06, 38.09-97).
Az első világháborút követően a megmaradt mozdonyok az FS és a PKP között lettek elosztva. A PKP nem sorozta be a mozdonyokat, hanem selejtezte. Az FS a FS 221 sorozatot jelölte ki számukra.

## Fordítás
- Ez a szócikk részben vagy egészben  a   kkStB 38 című német Wikipédia-szócikk fordításán alapul.  Az eredeti cikk szerkesztőit annak laptörténete sorolja fel. Ez a jelzés csupán a megfogalmazás eredetét és a szerzői jogokat jelzi, nem szolgál a cikkben szereplő információk forrásmegjelöléseként.